# Misław
Misław – staropolskie imię męskie; skrócona forma imienia Mirosław lub Miłosław.
Zobacz też: Misław (książę chorwacki)